# Stolec (Ząbkowice Śląskie)

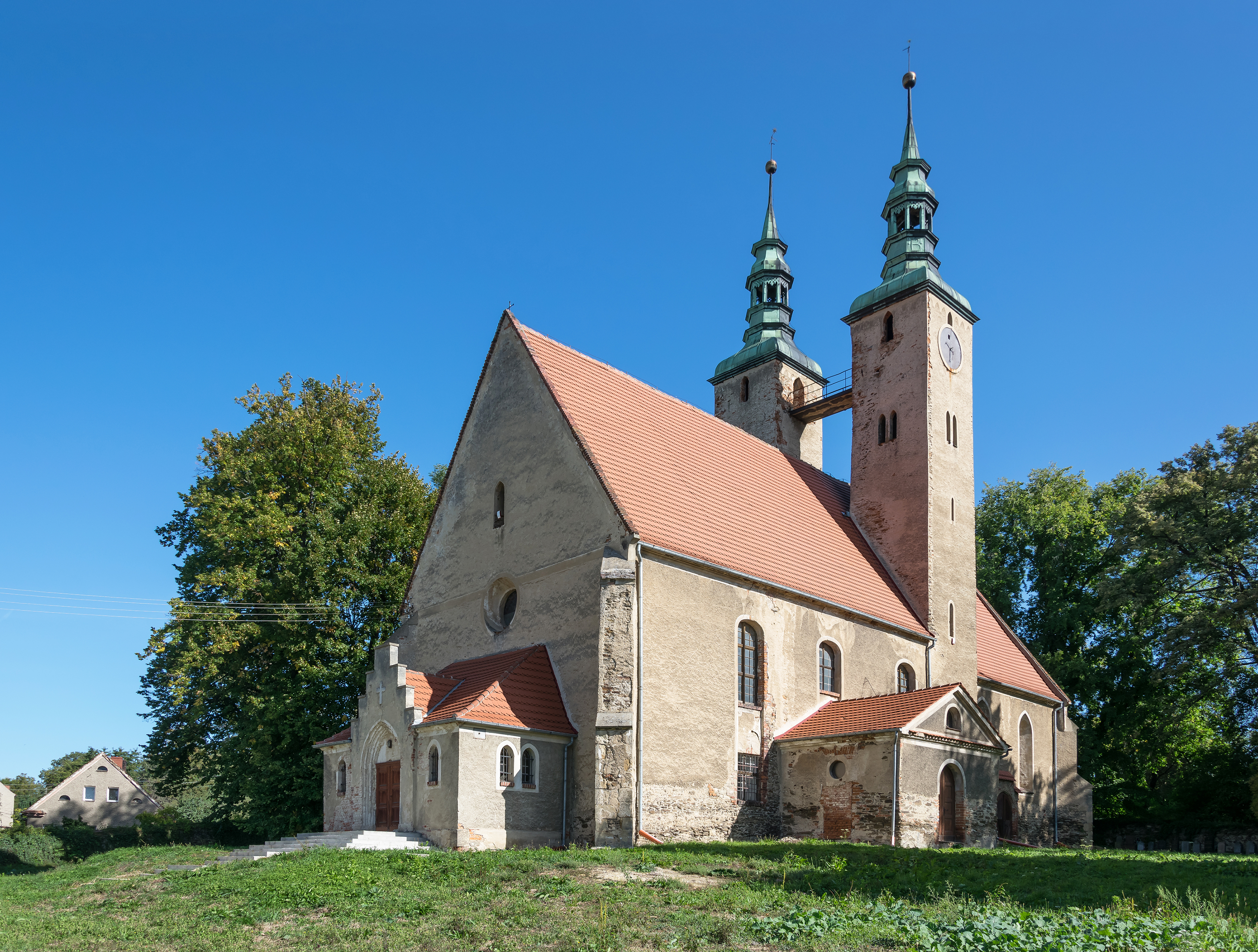
Kirche St. Maria und Susanna in Stolec

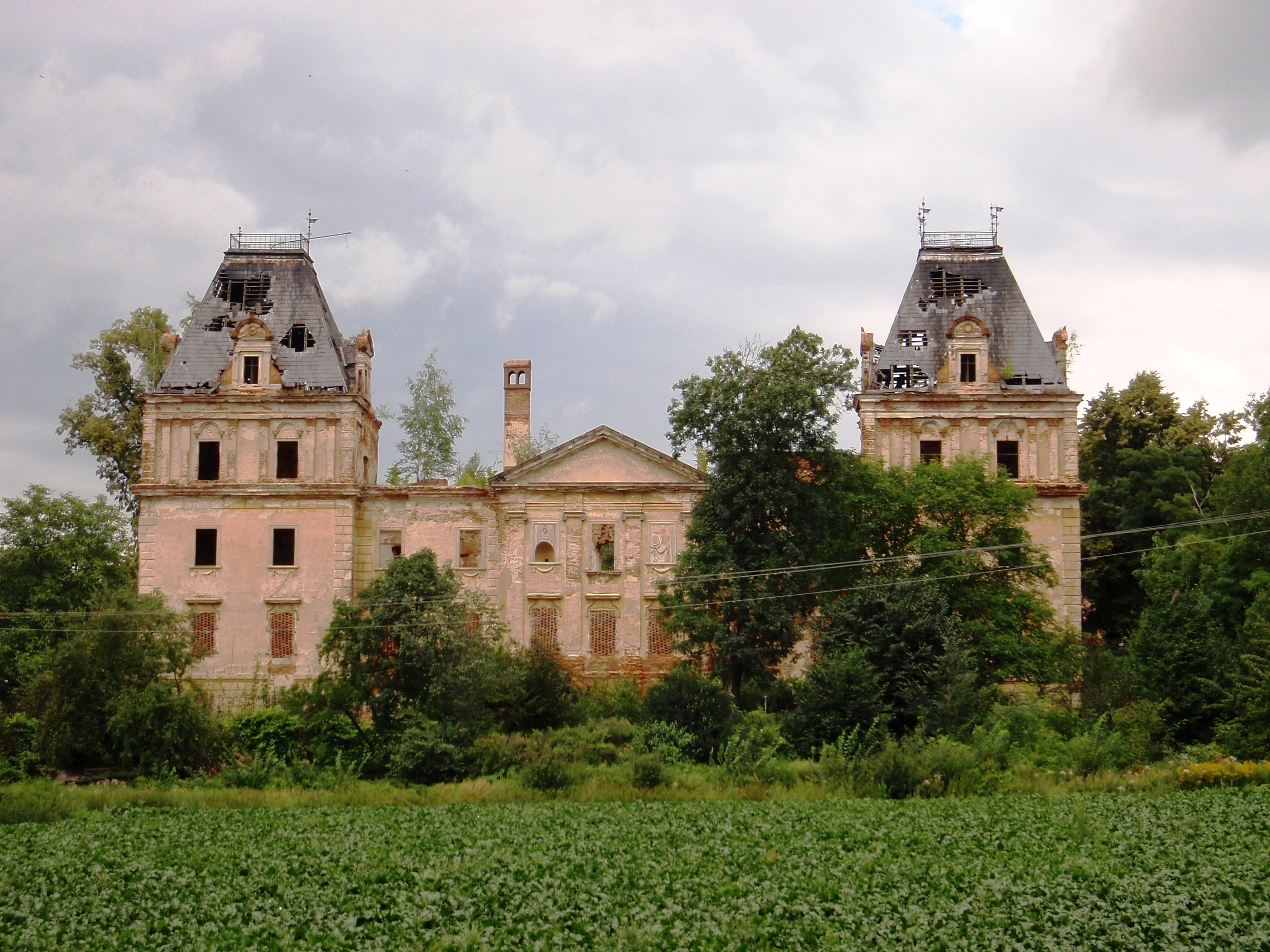
Schloss Stolz

Stolec (deutsch: Stolz) ist ein Ort in der Stadt- und Landgemeinde Ząbkowice Śląskie (Frankenstein) im Powiat Ząbkowicki (Kreis Frankenstein) der Woiwodschaft Niederschlesien in Polen. Es liegt an der Woiwodschaftsstraße 385, die nach Ziębice (Münsterberg) führt.

## Geographie
Stolec liegt in fünf Kilometer östlich von Ząbkowice Śląskie. Nachbarorte sind Sieroszów (Seitendorf) und Rososznica (Olbersdorf bei Münsterberg) im Nordosten, Niedżwiednik (Bärwalde) im Osten, Starczów (Alt Altmannsdorf) im Südosten, Goleniów (Gallenau) und Kamieniec Ząbkowicki (Kamenz) im Süden, Strąkowa (Kunzendorf) im Südwesten sowie Jaworek (Heinersdorf) und Bobolice (Schräbsdorf) im Nordosten.

## Geschichte
Stolz, dessen Kirche 1251 erstmals erwähnt wurde, gehörte damals zum Herzogtum Breslau. Am 24. April 1277 fand zwischen Stolz und Protzan eine Schlacht statt, bei der das Breslauer Heer gegen den Liegnitzer Herzog Boleslaus II. kämpfte, der wegen Erbstreitigkeiten seinen Neffen, den Breslauer Herzog Heinrich IV., auf der Burg Lähnhaus gefangen hielt. Durch Vermittlung des böhmischen Königs Ottokar II. Přemysl kam bis zum 13. Juli 1277 ein Waffenstillstand zustande. 
Ab 1278 gehörte Stolz zum Herzogtum Schweidnitz und ab 1331 zum neu gegründeten Herzogtum Münsterberg. Mit diesem zusammen gelangte es 1336 unter böhmische Lehenshoheit, die Herzog Bolko II. im selben Jahr im Vertrag von Straubing anerkannte. 
Nach dem Ersten Schlesischen Krieg fiel Stolz 1742 an Preußen. Nach der Neugliederung Preußens gehörte es seit 1815 zur Provinz Schlesien und war ab 1818 dem Landkreis Frankenstein eingegliedert, mit dem es bis 1945 verbunden blieb. Seit 1874 bildeten die Landgemeinden Kunzendorf, Reisezagel und Stolz mit dem Gutsbezirk Stolz den Amtsbezirk Stolz. 1939 bestand es aus 1309 Einwohnern.
Als Folge des Zweiten Weltkriegs fiel Stolz mit dem größten Teil Schlesiens an Polen. Nachfolgend wurde es in Stolec umbenannt. Die deutschen Einwohner wurden, soweit sie nicht schon vorher geflohen waren, vertrieben. Die neu angesiedelten Bewohner waren teilweise Zwangsumgesiedelte aus Ostpolen, das an die Sowjetunion gefallen war.

## Sehenswürdigkeiten
- Die 1251 erstmals erwähnte Kirche St. Maria und Susanna wurde in der zweiten Hälfte des 16. Jahrhunderts im Stil der Renaissance erweitert und im 18. Jahrhundert barockisiert. Ende des 19. Jahrhunderts erhielt sie eine neugotische Vorhalle. Das Triptychon der hl. Sippe im Hauptaltar stammt aus dem Anfang des 16. Jahrhunderts, mehrere Steinepitaphien aus dem Anfang des 17. Jahrhunderts. In den Jahren 1536 bis 1653 sowie zwischen 1707 und 1945 diente die Kirche als evangelisches Gotteshaus.
- Die Filialkirche St. Johannes von Nepomuk wurde von 1909 bis 1911 in neugotischen Stil errichtet. Den Hauptaltar schuf der Landecker Bildhauer Aloys Schmidt.
- Das Schloss Stolz wurde in der ersten Hälfte des 18. Jahrhunderts für Heinrich Graf von Churschwandt errichtet und von 1773 bis 1779 für Ludwig Wilhelm von Schlabrendorf umgebaut. Ein weiterer Umbau erfolgte im letzten Viertel des 19. Jahrhunderts. Nach dem Zweiten Weltkrieg wurde es dem Verfall preisgegeben. In den noch vorhandenen Mauerresten befinden sich u. a. Malereien mit pflanzlichen Motiven.
- Das Gutshaus wurde 1607 für Franz von Burghaus errichtet und 1730 für Heinrich Graf von Churschwandt umgebaut. In der zweiten Hälfte des 19. Jahrhunderts erfolgte der Anbau einer Remise.